# 김영수 (1942년)
김영수(金榮秀, 1942년 5월 10일~)는 대한민국의 정치인이다. 본관은 전주. 인천 출생이다.

## 학력
1960년 서울고등학교 졸업
1964년 서울대학교 법대 졸업
1967년 서울대학교 사법대학원 수료
1977년 국방대학원 수료

## 경력
- 제5회 사법시험 합격
- 서울지검 검사
- 청주지검 제천지청장
- 서울지검 공안2부장
- 국가안전기획부 1차장
- 14대 국회의원 (민주자유당)
- 민자당 정세분석위원장
- 1995~1997 문화체육부 장관
- 1997~ 사단법인 한국청소년문화연구소 이사장, 변호사
- 1998~2003 민주평화통일자문회의 체육청소년분과위원장
- 1999~2003 (사)한국박물관회 회장
- 2000~ 한국페스티발앙상블 이사
- 2001~2007 헌법재판소 자문위원
- 2001~2005 예술의전당 후원회장
- 2004~2008 [한국농구연맹] 총재
- 2009 연세대학교 석좌교수
- 2009~2011 2018 평창동계올림픽 유치위원회 고문
- 2010 대종상영화제 조직위원장
- 2011~2012 광화문문화포럼 회장
- 2011년 “춤의 날” 조직위원장
- 2011~2015 [2014인천아시아경기대회조직위원회] 위원장
- 2012~ 대한체육회 고문
- 2013~ 대한민국 사랑회 이사
- 2017~ 국립중앙박물관 자문위원장
- 2019.05 ~ 제1대 프로당구협회 총재
- 서암 윤세영 재단 이사

## 역대 선거 결과
| 실시년도 | 선거  | 대수 | 직책     | 선거구 | 정당       | 득표수      | 득표율         | 순위        | 당락 | 비고 |
| -------- | ----- | ---- | -------- | ------ | ---------- | ----------- | -------------- | ----------- | ---- | ---- |
| 1992년   | 총선  | 14대 | 국회의원 | 전국구 | 민주자유당 | 7,923,718표 | \| \| 38.5% \| | 전국구 18번 |      | 초선 |
|          | 38.5% |      |          |        |            |             |                |             |      |      |